# بيتر دينين
بيتر دينين (بالإنجليزية: Peter Dineen)‏ هو لاعب هوكي جليد كندي وأمريكي، ولد في 19 نوفمبر 1960 في كينغستون في كندا.

## وصلات خارجية
- بيتر دينين على موقع دوري الهوكي الوطني (الإنجليزية)
- بيتر دينين على موقع قاعة مشاهير الهوكي (لاعب أن.إتش.أل) (الإنجليزية)
- بيتر دينين على موقع EliteProspects.com (الإنجليزية)
- بيتر دينين على موقع HockeyDB.com (الإنجليزية)
- بيتر دينين على موقع Hockey-Reference.com (الإنجليزية)